# La mort remonte à hier soir
Pour plus de détails, voir Fiche technique et Distribution.
La mort remonte à hier soir (La morte risale a ieri sera) est un poliziottesco réalisé par Duccio Tessari, sorti en 1970.

## Synopsis
Jeune femme de 25 ans atteinte de problèmes psychiques graves et restée dans son esprit une enfant, Donatella Berzaghi disparaît à l'improviste sans laisser de traces. Son père Amanzio s'inquiète immédiatement et sollicite l'aide du commissaire Duca Lamberti qui, habitué aux fugues de quelques heures ou de quelques jours, ne s'alarme pas plus que cela dans un premier temps et refuse d'enquêter sur cette disparition. Un mois après, toujours sans nouvelles d'elle, Amanzio réussit à le convaincre de mener une enquête avec son collègue, le brigadier Mascaranti. Leurs recherches les mènent droit à un réseau de prostitution qu'ils tentent de démanteler depuis longtemps. Il est notoire qu'au sein de ladite filière, de jeunes femmes se font kidnapper, droguer, puis sont ensuite forcées à vendre leur corps une fois battues puis accoutumées à la drogue. Mais ils doivent prouver ce qui se déroule dans ces maisons closes. La seule solution est alors d'infiltrer incognito tous les bordels de Milan afin de mener une enquête approfondie de l'intérieur avec l'aide d'une prostituée noire et d'un ancien proxénète. Mais ils retrouvent aussitôt le corps calciné de Donatella dans un champ. Les deux inspecteurs se lancent sur les traces des meurtriers tandis que Amanzio Berzhagi préfère rendre justice à sa manière…

## Fiche technique
Sauf indication contraire, les informations mentionnées dans cette section peuvent être confirmées par la base de données cinématographiques IMDb,  présente dans la section « Liens externes ».
- Titre original : La morte risale a ieri sera
- Titre français : La mort remonte à hier soir
- Réalisation : Duccio Tessari
- Scénario : Biagio Proietti, d'après le roman Les Milanais tuent le samedi de Giorgio Scerbanenco
- Musique : Gianni Ferrio
- Montage : Mario Morra
- Photographie : Lamberto Caimi
- Sociétés de production : Central Cinema Company Film, Filmes Cinematografica et La Lombard Filmes Cinematografica
- Société de distribution : Slogan Film
- Pays d'origine :  Italie,  Allemagne de l'Ouest
- Langue originale : italien
- Format : couleur
- Genre : Poliziottesco
- Durée : 93 minutes
- Dates de sortie : 
  - Italie : 5 septembre 1970
  - France : 8 mars 1973

## Distribution
- Frank Wolff : Duca Lamberti
- Raf Vallone : Amanzio Berzaghi
- Gabriele Tinti : Mascaranti
- Gillian Bray : Donatella Berzaghi
- Eva Renzi : la femme de Lamberti
- Gigi Rizzi : Salvatore
- Beryl Cunningham : Herrero
- Checco Rissone : Salvarsanti
- Wilma Casagrande : Concetta
- Marco Mariani : Franco Baronia
- Nicky Zuccola
- Helga Marlo
- Riccardo De Stefanis
- Maria Grazia Bettini
- Elsa Boni
- Marisa Cassetta
- Giorgio Dolfin
- Jack La Cayenne : Franco Baronia
- Stefano Oppedisano : un collègue de Salvatore
- Renato Tovaglieri